# Семь-сорок
В семь-сорок он подъедет,

В семь-сорок он подъедет —

Наш старый, наш славный

Наш а гиц ын паровоз.

Ведёт с собой вагоны,

Ведёт с собой вагоны

Набитые людями,

Будто сеном воз.

Он выйдет из вагона

И двинет вдоль перрона.

На голове его роскошный котелок,

В больших глазах зелёных на восток

Горит одесский огонёк.

Пусть он не из Одессы,

Пусть он не из Одессы,

Фонтаны и Пересыпь

Ждут его к себе на двор.

В семь-сорок он приедет,

В семь-сорок он приедет,

Наш славный, добрый Федя, то есть Теодор. (оригинал Фукса)

(в других версиях — Наш старый, наш славный, 

Наш одесский паровоз.)

Он выйдет из вагона

И двинет вдоль перрона.

На голове его роскошный котелок.

В больших глазах зелёных на восток

Горит одесский огонёк.

Семь-сорок наступило.

Часами всё отбило,

А поезд не приехал

Нет его и всё, но вот

Мы всё равно дождёмся,

Мы всё равно дождёмся,

Даже если он опоздает и на целый год.

Он выйдет из вагона

И двинет вдоль перрона.

На голове его роскошный котелок.

В больших глазах зелёных на восток

Горит одесский огонёк.
Семь-сорок (7:40) — традиционная клезмерская танцевальная мелодия, в советское время превратившаяся в самую узнаваемую еврейскую мелодию.

## История песни
В различных вариантах мелодия «7:40» (разновидность танца фрейлехс) была известна уже в конце XIX века. Слова песни написаны на мотив более старой еврейской народной мелодии. 
Первая граммофонная запись мелодии была осуществлена в 1903 году «Собственным оркестром общества Зонофон» без названия. Название «7:40» появилось ещё в дореволюционное время (судя по этикеткам грампластинок), и происхождение его достоверно не известно.
К мелодии танца в современное время были написаны различные слова, из которых, благодаря магнитофонным записям Аркадия Северного 1970-х годов, наиболее известным стал приведённый текст Рудольфа Фукса (с различными вариациями).

## Происхождение песни
Автором оригинальных слов песни является Рудольф Фукс. Автор говорил, что в песне описан приезд основоположника политического сионизма Теодора Герцля в Одессу (он должен был приехать на поезде, но не приехал).
Есть также несколько других версий по вопросу происхождения песни, авторам которых неизвестен Рудольф Фукс (они думают, что песня народная). Одна говорит о том, что в песне описывается одесский паровой трамвай. Слова «Фонтаны и Пересыпь ждут его к себе на двор» описывают маршрут линии. Паровой трамвай состоял из паровоза и прицепных вагонов, что объясняет фразу «Ведёт с собой вагоны».
Другая версия — о поезде. Евреи, работавшие в Одессе, но не проживавшие там, приезжали в город рано утром из окрестных местечек, часть из них на первом поезде, приезжавшем в 7:40 (по более поздней версии — «Бендеры—Одесса», «рабочий поезд», приходивший именно в это время). Оригинальный первый куплет песни основан на этой игре слов, описывающих пассажиров этого поезда, в основном, «людей воздуха».
Есть легенда, согласно которой еврейские музыканты должны были под музыку проводить поезд с любовницей губернатора, но проспали. Взбешённый губернатор приказал им целый год, ровно в 7:40, приходить на вокзал и играть мелодию, предназначавшуюся для любовницы. Со временем мелодия стала популярной и превратилась в поистине народную.
Высказывались также предположения о том, что в тексте песни иносказательно говорится об ожидаемом пришествии Мессии.